# Линия D (метрополитен Буэнос-Айреса)
Линия D — линия метрополитена Буэнос-Айреса. На сегодняшний день насчитывает 16 станций.

В начале 2024 года была закрыта на ремонт. Предполагаемая дата открытия: март 2024.

## Станции
| Станция               | Открытие        | Пересадка                                     | Примечания                |
| --------------------- | --------------- | --------------------------------------------- | ------------------------- |
| Катедраль             | 3 июня 1937     |                                               | Доступность для инвалидов |
| 9 июля                | 3 июня 1937     |                                               |                           |
| Трибуналес            | 3 июня 1937     |                                               | Доступность для инвалидов |
| Кальяо                | 23 февраля 1940 |                                               | Доступность для инвалидов |
| Факультад де Медисина | 23 февраля 1940 |                                               | Доступность для инвалидов |
| Пуэйрредон            | 23 февраля 1940 |                                               |                           |
| Агуэро                | 23 февраля 1940 |                                               |                           |
| Бульнес               | 23 февраля 1940 |                                               |                           |
| Скалабрини Ортис      | 23 февраля 1940 |                                               |                           |
| Пласа Италия          | 23 февраля 1940 |                                               |                           |
| Палермо               | 23 февраля 1940 | Железнодорожная станция · Автобусная развязка |                           |
| Министро Карранса     | 29 декабря 1987 | Железнодорожная станция                       |                           |
| Ольерос               | 13 ноября 1997  |                                               |                           |
| Хосе Эрнандес         | 13 ноября 1997  |                                               |                           |
| Хураменто             | 21 июня 1999    |                                               | Доступность для инвалидов |
| Конгресо де Тукуман   | 27 апреля 2000  |                                               | Доступность для инвалидов |

## История
Первый отрезок линии был официально открыт 3 июня 1937 года между станциями Катедраль и Трибуналес. В 1940 году линия была продолжена на 8 станций до Палермо. После чего линия не продлевалась 47 лет, пока в 1987 не была открыта станция Министро Карранса. В конце 1990-х годов последовательно появились ещё 4 новые станции.